# Marcello Duarte Mathias
Marcello Zaffiri Duarte Mathias OC • GCC • OIH • GCM (Lisboa, Santa Isabel, 8 de Dezembro de 1938) é um diplomata aposentado e escritor português. Na carreira diplomática entre 1970 e 2003, foi embaixador em Nova Delhi, Buenos Aires e na UNESCO.

## Biografia
Marcello Zaffiri Duarte Mathias, filho do diplomata Marcello Gonçalves Nunes Duarte Mathias e de sua mulher Fedora Charles Zaffiri, de nacionalidade Grega. É irmão do diplomata Leonardo Mathias. 
Fez todo o ensino secundário no Liceu Janson-de-Sailly, em Paris.
Frequentou a Universidade de Oxford (New College), 1957-1959, tendo-se posteriormente licenciado em Direito pela Faculdade de Direito da Universidade de Lisboa.
Residente na Abuxarda, concelho de Cascais  é casado com Anne-Marie Vaultier. Dois filhos, Nuno e Marcelo, ambos diplomatas.

## Atividades profissionais
Ingressou na carreira diplomática em 1970.
Esteve colocado na Embaixada em Brasília de 1973 a 1977, e na Missão Permanente junto das Comunidades Europeias em Bruxelas de 1977 a 1983, no período anterior à adesão de Portugal à CEE.
Regressa em 1983 ao Ministério dos Negócios Estrangeiros  MNE), onde permanece até 1991. Quando em Lisboa, chefiou a repartição dos Organismos Económicos Internacionais (EOI); tendo sido posteriormente director de Serviços dos Assuntos Multilaterais (políticos e económicos - SAM). No exercício destas funções, integrou diversas delegações portuguesas ao estrangeiro, tendo participado em reuniões no plano multilateral, nomeadamente no Conselho da Europa em Estrasburgo em organizações internacionais em Genebra e nas Assembleias Gerais das Nações Unidas  em Nova Iorque integrou a Comissão Nacional da Língua Portuguesa, como representante do MNE; dirigiu o Gabinete da Comunicação Social, após o que foi nomeado porta-voz do governo quando da primeira Guerra do Golfo em 1991, assumindo ulteriormente a chefia dos Serviços de Informação e Imprensa.
Foi Cônsul-geral em Nova Iorque de 1991 a 1993.
Foil Embaixador de Portugal em Nova Delhi, na Índia, de 1993 a 1997, acreditado simultaneamente como Embaixador não-residente no Nepal, no Sri-Lanka e no Bangladesh, e Embaixador de Portugal em Buenos Aires, na Argentina, de 1997 a 2000.
Representante Permanente junto da Organização das Nações Unidas para a Educação, Ciência e Cultura, UNESCO, de 2001 a 2003, sendo, ao mesmo tempo, Representante Permanente junto da União Latina, cuja sede é igualmente em Paris.
Foi Sócio Correspondente da Academia das Ciências de Lisboa, tendo passado à condição de supranumerário nos termos dos Estatutos da Academia. É membro do PEN Clube Português.
Pertenceu ao Conselho Consultivo do Observatório da Língua Portuguesa, de que foi membro fundador.

## Obras Publicadas
Para além de colaborar regularmente no Jornal de Letras na revista Colóquio da Fundação Gulbenkian  é autor de uma dezena de obras de índole diversa, entre a ficção, o ensaio e a diarística, a saber:
- A Felicidade em Albert Camus – aproximação à sua obra, Lisboa, 1978. Distinguido com o Prémio de Ensaio da Academia das Ciências em 1979. Uma nova edição revista e ampliada foi editada em Maio de 2013 por ocasião do centenário do nascimento de Albert Camus.
- No Devagar Depressa dos Tempos – Diários[7]:
  - Vol. I 1962-1969, Bertand, 1980;
  - Vol. II 1970-1993 Os Dias e os Anos, Publicações Dom Quixote, 2010;
  - Vol. III 1993-1997 Diário da Índia, Gótica, 2004;
  - Vol. IV 2001-2003 Diário de Paris, com prefácio de Paula Morão, Oceanos, 2010;
  - Vol. V 2007-2014 Diário da Abuxarda[8] Publicações Dom Quixote 2015. Distinguido em 2016 com o Grande Prémio da Literatura Biográfica[9].
- Mas é no rosto e no porte altivo do rosto – sobre um desenho de Fernand Khnopff, pintor simbolista belga. Prefácio de Antonio Tabucchi, Difel, 1983.
- Lembrar de raízes e outras coisas mais, Quetzal e editores, 1988
- O último lance, novela, Quetzal editores, 1997.
- Encontro em Capri ou o diário italiano de Gorki, novela, Oceanos, 2008[10].
- Brevíssimo Inventário – aforismos, Dom Quixote, 2010.

### Ensaios e crónicas
- A Memória dos Outros I, Gótica, 2001. Prémio D. Dinis da Fundação Casa de Mateus (ex-aequo); Prémio de Ensaio Jacinto Prado Coelho[11].
- A Memória dos Outros II, edições Dom Quixote, a publicar em Abril de 2017, Lisboa.

### Edições estrangeiras
- Albert Camus, aproximação à sua obra, Edições Tempo Brasileiro, 1975.
- No Devagar Depressa dos Tempos, notas de um diário 1962-1969, editora Bertrand-Brasil, Rio de Janeiro, 1988.
- O Destino Velado, Editora Bertrand-Brasil, 1988.
- Ma è nel volto e nella sua pose altera, prefácio de Antonio Tabucchi intitulado Un Quadro di Parole, tradução de Elisabetta Kelescian, edições Il Melangolo, Genova, 1988.
- À Contre-Jour, Journaux, 1962-2008, tradução de Catherine Dumas, edições La Différence, Paris, 2009[12].

### Condecorações[13]
- Oficial da Ordem do Infante D. Henrique (5 de Janeiro de 1979)
- Oficial da Ordem Militar de Nosso Senhor Jesus Cristo (2 de junho de 1987)
- Comendador da Ordem Nacional do Mérito do Equador (20 de janeiro de 1990)
- Comendador da Ordem do Mérito do Chipre (21 de dezembro de 1990)
- Grande-Oficial da Ordem do Leão da Finlândia (13 de março de 1991)
- Grande-Oficial da Ordem Nacional do Cruzeiro do Sul do Brasil (22 de agosto de 1991)
- Grande-Oficial da Ordem de Orange-Nassau dos Países Baixos (25 de março de 1992)
- Grã-Cruz da Ordem do Mérito (6 de outubro de 1993)
- Grã-Cruz da Ordem Militar de Nosso Senhor Jesus Cristo (9 de junho de 2004)

## Outras referências
- http://caras.sapo.pt/famosos/2012-07-29-embaixador-marcello-mathias-a-diplomacia-e-um-oficio-exigente-tanto-no-campo-profissional-como-pessoal
- Instituto de Literatura Comparada - faculdade de Letras da Universidade do Porto - http://ulysseias.ilcml.com/pt/termos/mathias-marcello-duarte/
- GASTÃO, Ana Marques (2007), Entrevista a Marcello Duarte Mathias in http://dn.sapo.pt/inicio/interior.aspx?content_id=657907;
- Paula Morão "Escrever a vida - Notas, Marcello Duarte Mathias” http://www.comparatistas.edu.pt/publicacoes/act/act-16---escrever-a-vida.-verdade-e-ficcao.html